# Augustin Nicolas Gilbert
Augustin Nicolas Gilbert (Buzancy, 15 de fevereiro de 1858 - Paris, 4 de março de 1927) foi um médico francês, conhecido principalmente por dar nome a síndrome de Gilbert.

## Biografia e obra
Ele recebeu seu doutorado na Universidade de Paris e se tornou um interno no Hôtel-Dieu de Paris, o hospital mais antigo da capital francesa. Mais tarde, ele foi professor de terapêutica (1902) e clínica médica (1905) no Hôtel-Dieu de Paris. Em 1907 tornou-se membro da Academia Nacional de Medicina.
Ele publicou muitos artigos e livros sobre uma ampla gama de assuntos médicos. Com Jean Alfred Fournier (1832-1914) publicou Bibliothèque rouge de l'étudiant en médecine, e com Paul Brouardel (1837-1906), publicou a obra de 10 volumes intitulada Traité de médecine et de Thérapeutique. Além disso, com o neurologista Maurice Villaret (1877-1946) fez uma extensa pesquisa sobre hipertensão portal.
Gilbert é lembrado por sua descrição de uma causa hereditária bastante comum de aumento dos níveis de bilirrubina no sangue. Atualmente, esta doença é conhecida como a síndrome de Gilbert e acredita-se ser causada por uma deficiência leve da enzima glicuronil transferase.